# Czech-Marusarzówna-Memorial
Das Czech-Marusarzówna-Memorial (polnisch Memoriał Bronisława Czecha i Heleny Marusarzówny; häufig auch Czech-Marusarz-Memorial) war eine zwischen 1946 und 1994 im polnischen Zakopane ausgetragene Wettbewerbsserie im nordischen Skisport sowie in der Alpinen Kombination, welche in Erinnerung an die ehemaligen Skisportler und Widerstandskämpfer Bronisław Czech und Helena Marusarzówna abgehalten wurde. 1946 wurde das Format auf Initiative von Aktivisten des Zakopaner Wintersportvereins SNPTT-1907 ins Leben gerufen. Unter ihnen war mit Stanisław Marusarz ein Bruder der Ermordeten. In den ersten Jahren wurde der Gewinner der zunächst nationalen Veranstaltung aus der Summe der erzielten Punkte im Riesenslalom, Skispringen, Skilanglauf und der Abfahrt ermittelt. Bei den Frauen flossen die Ergebnisse des Slalom- und des Abfahrtrennens in die Gesamtwertung ein. Ab 1952 wurde kein Gesamtsieger mehr ermittelt, sodass stattdessen Sieger in der Alpinen und Nordischen Kombination gekürt wurden. Zudem wurde 1952 neben der Alpinen Kombination auch ein 10-km-Langlauf bei den Frauen hinzugefügt, während bei den Männern das Programm 1955 mit dem 30-km-Langlauf erweitert wurde. Ab 1953 war der Gedenkwettbewerb zudem auch für internationale Athleten geöffnet und wurde zu einer der wichtigsten Sportveranstaltungen im Rahmen der FIS. Als solche erlangte das Memorial auch große Beliebtheit bei Spitzensportlern. So kamen beispielsweise 1956 von rund 250 Sportlerinnen und Sportler über 100 aus dem Ausland, darunter Athletinnen und Athleten aus Österreich, Bulgarien, der Tschechoslowakei, Finnland, Frankreich, Jugoslawien, der DDR, der Bundesrepublik sowie aus Rumänien, der Schweiz, Schweden, Ungarn und Italien. Beim Czech-Marusarz-Memorial 1971 nahmen zum Beispiel über 200 Skisportlerinnen und Skisportler aus elf Ländern teil. Dabei konnten sich unter anderem Olympiasieger wie Helmut Recknagel, Hans-Georg Aschenbach oder Paavo Lonkila in die Siegerlisten eintragen. Die Wettbewerbe erstreckten sich über mehrere Tage und fanden meist im März statt. Bis in die 1980er Jahre war das Memorial das größte in Polen organisierte Ski-Event der Nachkriegszeit. Die Bedeutung nahm mit der Etablierung des Weltcup-Formats in den verschiedenen Disziplinen sowie in Folge des August-Streiks 1980 ab.
Seit einigen Jahren veranstaltet der Skiverband Tatra erneut Czech-Marusarzówna-Memorial-Wettbewerbe in alpinen Disziplinen.

## Namensgeber

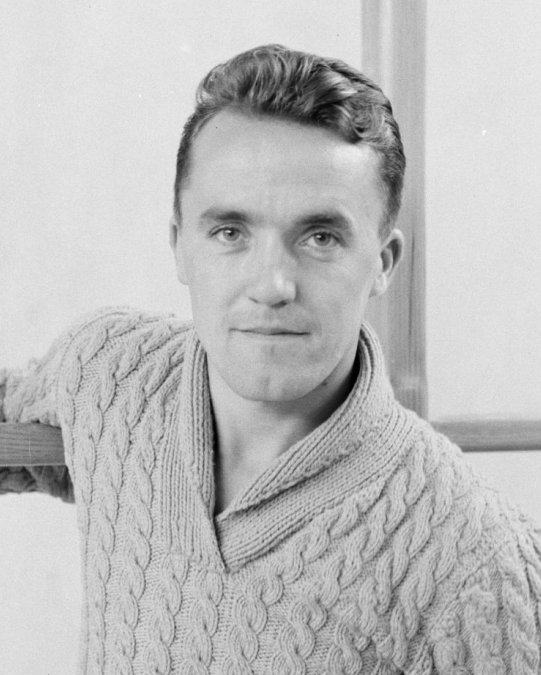
Bronisław Czech (1908–1944)
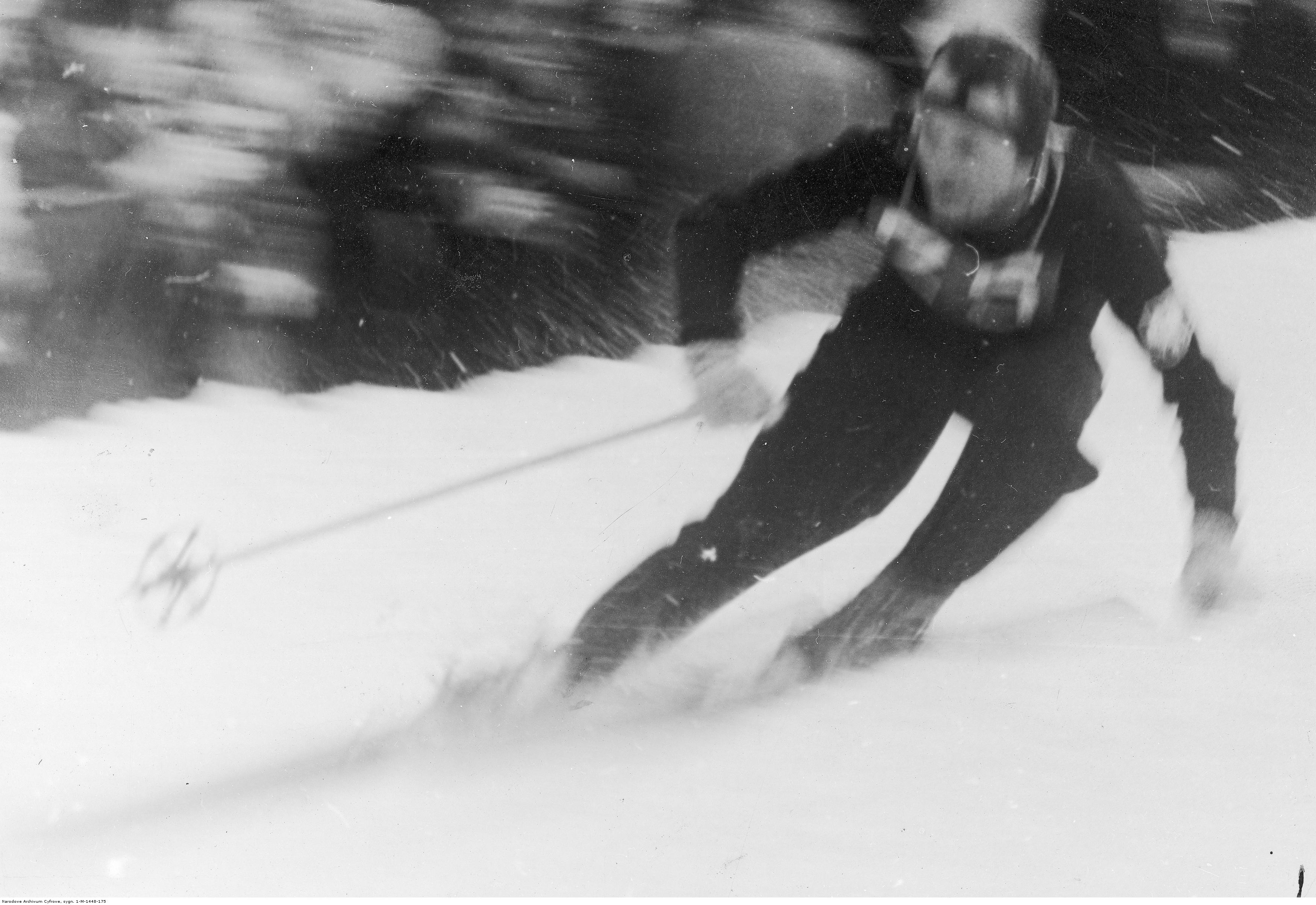
Czech im Slalom 1939
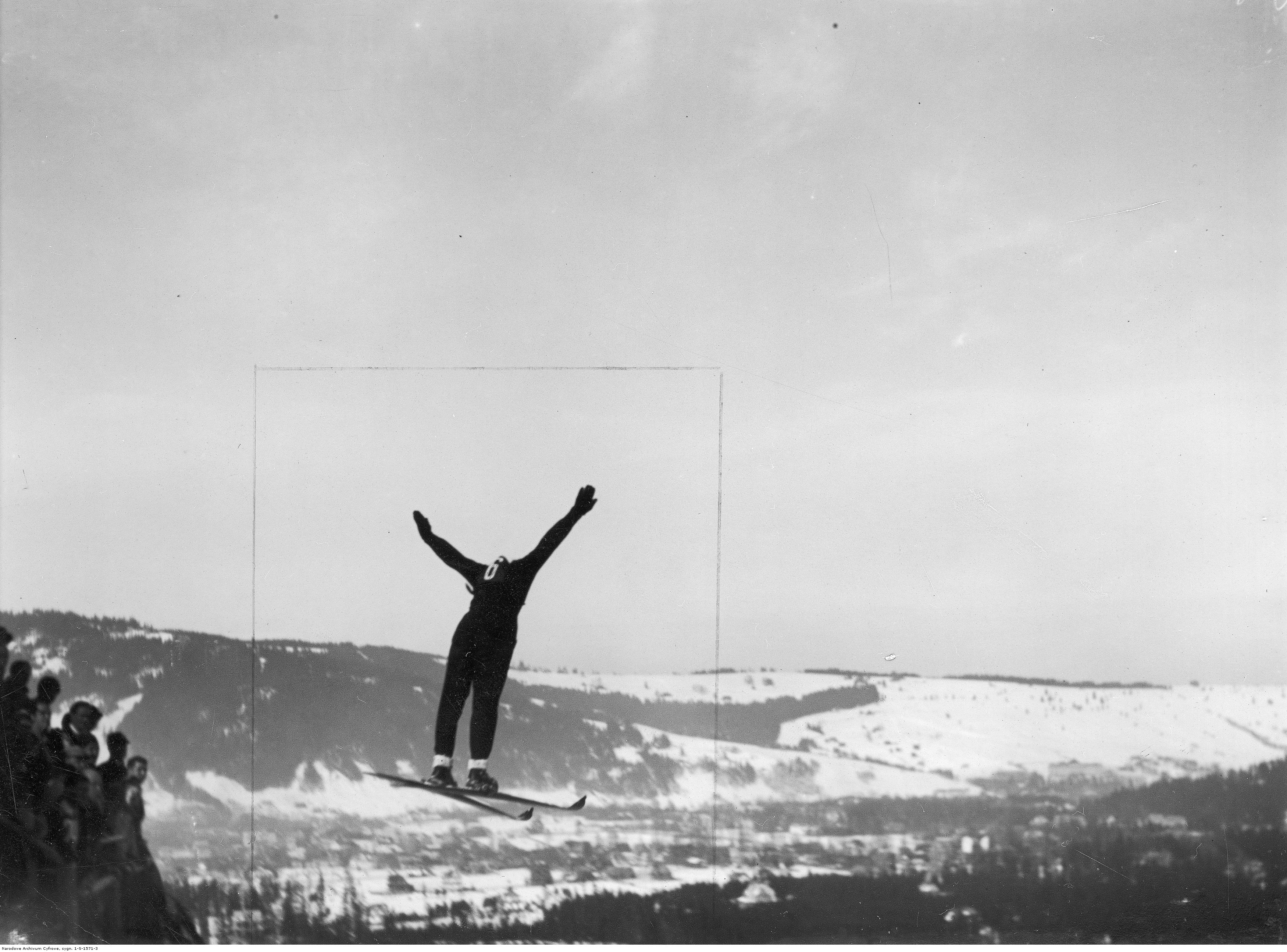
Czech von der Wielka Krokiew 1930
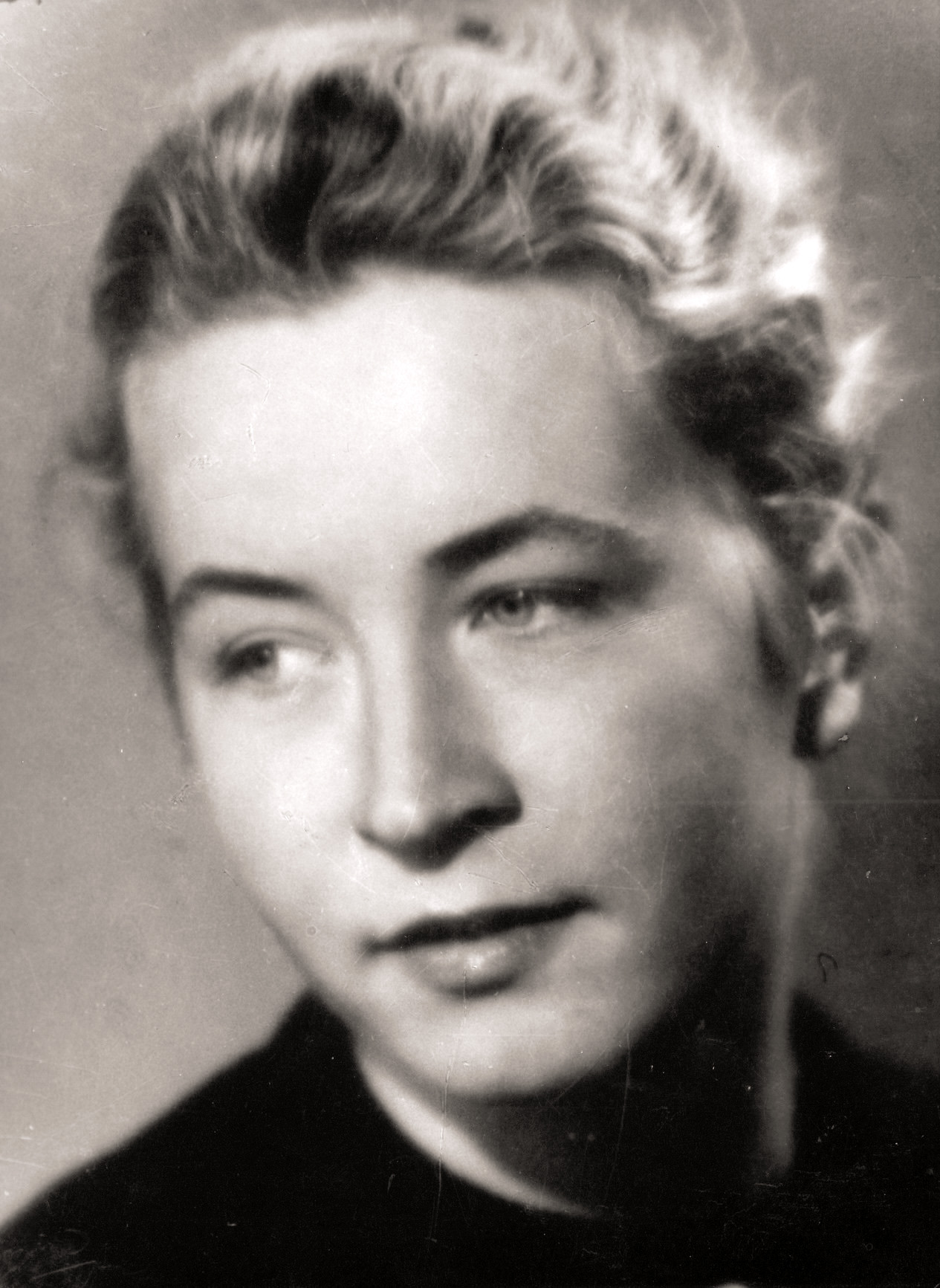
Helena Marusarzówna (1918–1941)

Bronisław Czech wurde am 25. Juli 1908 in Zakopane geboren. Er war einer der vielfältigsten und besten Skisportler in den 1920er und 1930er Jahren. So nahm er an den Olympischen Winterspielen in St. Moritz, Lake Placid und Garmisch-Partenkirchen teil. Neben dem Skifahren übte sich der mehrmalige polnische Meister auch im Segeln, in der Leichtathletik sowie im Bergsteigen. Nach dem deutschen Überfall auf Polen 1939 schloss sich Czech einer Widerstandsgruppe an und schmuggelte Menschen sowie wichtige Dokumente über das Tatragebirge nach Ungarn. Sein ehemaliger österreichischer Trainer verriet ihn, sodass er am 14. Mai 1940 als Mitglied der polnischen Heimatarmee inhaftiert, im Hotel Palace gefoltert und als einer der ersten Häftlinge in das KZ Auschwitz deportiert wurde. Als er das Angebot der Nazis, deutsche Skifahrer auszubilden, ablehnte, wurde ihm die härteste Arbeit im Lager zugewiesen. Er starb am 5. Juni 1944 im Lager Auschwitz I im Alter von 35 Jahren.
Helena Marusarzówna wurde am 17. Januar 1918 in Zakopane geboren. In den Jahren 1936 bis 1939 war sie die beste polnische Skirennläuferin. Sie gewann sieben Mal die polnischen Meisterschaften in den alpinen Disziplinen Abfahrt, Slalom und Kombination. Während des Zweiten Weltkriegs war Marusarzówna Kurierin. Sie führte mehrere Dutzend Menschen durch die Tatra in der Slowakei nach Ungarn und transferierte einige Materialien. Sie wurde am 25. März 1940 verhaftet und unter anderem in die Gefängnisse in Preszów, Muszyna, Nowy Sącz und Tarnów gebracht. Am 12. September 1941 wurde sie in Pogórska Wola bei Tarnów von einem Deutschen erschossen.

## Siegerlisten

### Gesamtsieger
Der Pokal für den Gewinner des Memorials wurde an einen Teilnehmer vergeben, dessen Punktesumme beim Skispringen, Skilanglauf, Slalom und bei der Abfahrt am niedrigsten war.
| Jahr | Sieger                   | Zweiter                  | Dritter                    | Bemerkung | Beleg |
| ---- | ------------------------ | ------------------------ | -------------------------- | --------- | ----- |
| 1946 | Stefan Dziedzic          | Marian Woyna-Orlewicz    | Mieczysław Gąsienica Samek |           | [ 7 ] |
| 1947 | Stefan Dziedzic          | Jan Kula                 | Antoni Wieczorek           |           | [ 8 ] |
| 1948 | Józef Daniel Krzeptowski | Stefan Dziedzic          | Jan Gąsienica-Ciaptak      |           | [ 9 ] |
| 1949 | Józef Daniel Krzeptowski | Stefan Dziedzic          | Tadeusz Kwapień            |           |       |
| 1950 | Stefan Dziedzic          | Józef Daniel Krzeptowski | Jan Kula                   |           |       |
| 1951 | Józef Daniel Krzeptowski | Stefan Dziedzic          | Jan Gąsienica-Ciaptak      |           |       |

### Skispringen
Die Wettkämpfe im Spezialsprunglauf fanden meist von der Wielka Krokiew statt, wobei auch hin und wieder von der Średnia Krokiew gesprungen wurde. Die folgende Liste gibt einen Überblick über die Podestplatzierungen bei den Skisprung-Wettbewerben.
| Jahr   | Sieger                     | Zweiter                        | Dritter                        | Bemerkung           | Beleg         |
| ------ | -------------------------- | ------------------------------ | ------------------------------ | ------------------- | ------------- |
| 1946   | Mieczysław Gąsienica Samek | Jan Gąsienica-Ciaptak          | Stefan Dziedzic                | 1 Nur National      | [ 10 ] [ 11 ] |
| 1947   | Jan Kula                   | Mieczysław Gąsienica Samek     | Jerzy Schindler                |                     | [ 8 ] [ 12 ]  |
| 1948   | Józef Daniel Krzeptowski   | Jan Gąsienica-Ciaptak          | Stanisław Karpiel              |                     | [ 9 ] [ 13 ]  |
| 1949   | Jan Kula                   | Józef Daniel Krzeptowski       | Jan Gąsienica-Ciaptak          | 2                   | [ 14 ]        |
| 1950   | Jan Kula                   | Józef Daniel Krzeptowski       | Rudolf Fross                   |                     | [ 15 ] [ 16 ] |
| 1951   | Jan Kula                   | Leopold Tajner                 | Józef Daniel Krzeptowski       |                     | [ 17 ] [ 18 ] |
| 1952   | Stanisław Marusarz         | Andrzej Gąsienica Daniel       | Kazimierz Hoły                 |                     | [ 19 ]        |
| 1953   | Zdeněk Remsa               | Stanisław Marusarz             | František Felix                | Nun international   | [ 20 ]        |
| 1954   | Jan Kula                   | Stanisław Marusarz             | Zdeněk Remsa                   |                     | [ 21 ]        |
| 1955   | Walter Steinegger          | Harry Glaß Pentti Heino        |                                | 3                   | [ 22 ]        |
| 1956   | Werner Lesser              | Harry Glaß                     | Max Bolkart                    |                     | [ 23 ] [ 24 ] |
| 1957   | Harry Glaß                 | Werner Lesser                  | Alois Leodolter                | 15.000 Zuschauer    | [ 25 ] [ 26 ] |
| 1958   | Nikolai Schamow            | Zdzisław Hryniewiecki          | Andrzej Gąsienica Daniel       |                     | [ 27 ]        |
| 1959   | Zdzisław Hryniewiecki      | Nikolai Schamow                | Inge Lindqvist Rolf Strandberg |                     | [ 28 ] [ 29 ] |
| 1960   | Pekka Remes                | Timo Mäkinen                   | Gustaw Bujok                   |                     | [ 30 ]        |
| 1961   | Dino De Zordo              | Nikolai Schamow                | Koba Zakadse                   | 4                   | [ 31 ]        |
| 1962   | Piotr Wala                 | Antoni Łaciak                  | Stefan Przybyła                |                     | [ 32 ]        |
| 1963   | Helmut Recknagel           | Józef Przybyła                 | Emil Dawid                     |                     | [ 33 ]        |
| 1963   | Helmut Recknagel           | Józef Przybyła                 | Piotr Wala                     |                     | [ 34 ]        |
| 1964   | Józef Przybyła             | Ryszard Witke                  | Baldur Preiml                  |                     | [ 35 ]        |
| 1964   | Ryszard Witke              | Baldur Preiml                  | Josef Matouš                   |                     | [ 36 ]        |
| 1965   | Ryszard Witke              | Piotr Wala                     | Alexander Iwannikow            |                     | [ 37 ]        |
| 1965   | Piotr Wala                 | Ryszard Witke                  | Rainer Glaß                    |                     | [ 38 ] [ 39 ] |
| 1966   | Józef Przybyła             | Max Golser                     | Reinhold Bachler               |                     | [ 40 ]        |
| 1966   | Ryszard Witke              | Horst Queck                    | Józef Przybyła                 |                     | [ 41 ]        |
| 1967   | Józef Kocyan               | Józef Przybyła                 | Nikolai Jablokow               |                     | [ 42 ]        |
| 1967   | Józef Kocyan               | Nikolai Jablokow               | Józef Przybyła                 |                     | [ 43 ]        |
| 1968   | Horst Queck                | Józef Przybyła                 | Dieter Scharf                  |                     | [ 44 ] [ 45 ] |
| 1968   | Józef Przybyła             | Horst Queck                    | Bohumil Doležal                |                     | [ 45 ] [ 46 ] |
| 1969   | Manfred Wolf               | Józef Przybyła                 | Stanisław Gąsienica Daniel     |                     | [ 47 ]        |
| 1969   | Manfred Wolf               | Wladimir Galkin                | Walter Schwabl                 |                     | [ 48 ]        |
| 1970   | Rainer Schmidt             | Christian Kiehl                | Józef Przybyła                 |                     | [ 49 ]        |
| 1970   | Heinz Schmidt              | Józef Przybyła                 | Rainer Schmidt                 |                     | [ 50 ]        |
| 1971   | Adam Krzysztofiak          | Hans Schmid                    | Wladimir Galuschew             |                     | [ 51 ]        |
| 1971   | Adam Krzysztofiak          | Stanisław Gąsienica Daniel     | Stanisław Kubica               |                     | [ 52 ]        |
| 1972   | Wettkämpfe wurden abgesagt | Wettkämpfe wurden abgesagt     | Wettkämpfe wurden abgesagt     |                     | [ 53 ]        |
| 1973 5 | Tadeusz Pawlusiak          | Jochen Danneberg               | Josef Bonetti                  |                     | [ 54 ]        |
| 1973 5 | Tadeusz Pawlusiak          | Czesław Janik                  | Stanisław Gąsienica Daniel     |                     | [ 55 ]        |
| 1974 6 | Henry Glaß                 | Hans-Georg Aschenbach          | Adam Krzysztofiak              |                     | [ 56 ]        |
| 1974 6 | Henry Glaß                 | Wojciech Fortuna               | Hans-Georg Aschenbach          | 40.000 Zuschauer    | [ 57 ] [ 58 ] |
| 1975   | Henry Glaß                 | Stanisław Bobak                | Adam Krzysztofiak              |                     | [ 59 ]        |
| 1976   | Henry Glaß                 | Jürgen Eckstein                | Falko Weißpflog                | 7                   | [ 60 ]        |
| 1976   | Henry Glaß                 | Dietrich Kampf                 | Falko Weißpflog Walter Schwabl | 8 +50.000 Zuschauer | [ 61 ] [ 62 ] |
| 1977   | Harald Duschek             | Pavel Fízek                    | Bernd Eckstein                 |                     | [ 63 ]        |
| 1977   | Harald Duschek             | Martin Weber                   | Falko Weißpflog                |                     | [ 64 ]        |
| 1978   | Mathias Buse               | Kazimierz Długopolski          | Stanisław Bobak                |                     | [ 65 ]        |
| 1978   | Falko Weißpflog            | Stanisław Bobak Keijo Korhonen |                                |                     | [ 66 ]        |
| 1979   | Andrzej Zarycki            | Stanisław Pawlusiak            | Josef Brzuchanski              |                     | [ 67 ]        |
| 1979   | Piotr Fijas                | Stanisław Bobak                | Leoš Škoda                     |                     | [ 68 ]        |
| 1980   | Stanisław Bobak            | Ivar Mobekk                    | Olaf Schmidt                   | Weltcup             | [ 69 ] [ 70 ] |
| 1980   | Piotr Fijas                | Stanisław Bobak                | Ivar Mobekk                    | Weltcup             | [ 71 ]        |
| 1981   | Stanisław Bobak            | Andreas Auerswald              | Piotr Fijas                    |                     | [ 72 ]        |
| 1981   | Stanisław Bobak            | Jochen Danneberg               | Andreas Auerswald              | 9                   | [ 73 ]        |
| 1982   | Piotr Fijas                | Tadeusz Fijas                  | Zenon Węgrzynkiewicz           |                     | [ 74 ]        |
| 1982   | Janusz Duda                | Piotr Fijas                    | ?                              |                     | [ 75 ]        |
| 1983   | Bogdan Zwijacz             | Jiří Malec                     | Ján Tánczos                    |                     | [ 76 ]        |
| 1983   | Axel Zitzmann              | Ján Tánczos                    | Manfred Deckert                |                     | [ 77 ] [ 78 ] |
| 1984   | Piotr Fijas                | Janusz Malik                   | Andreas Auerswald              |                     | [ 79 ]        |
| 1984   | Janusz Malik               | Jan Łoniewski                  | Jarosław Węgrzynkiewicz        |                     | [ 80 ] [ 81 ] |
| 1985   | Piotr Fijas                | Jiří Malec                     | Bogdan Zwijacz                 |                     | [ 82 ]        |
| 1985   | Jiří Malec                 | Piotr Fijas                    | Jan Kowal                      |                     | [ 83 ] [ 84 ] |
| 1986   | Piotr Fijas                | Jiří Malec                     | Holger Freitag                 |                     | [ 85 ]        |
| 1986   | Jan Kowal                  | Piotr Fijas                    | Holger Freitag                 |                     | [ 86 ]        |
| 1987   | Jan Kowal                  | Tadeusz Bafia                  | Manfred Deckert                |                     | [ 87 ] [ 88 ] |
| 1987   | Frank Sauerbrey            | Jan Kowal                      | Jarosław Mądry                 |                     | [ 89 ]        |
| 1988   | Piotr Fijas                | Jan Kowal                      | Stanislav Vasko                |                     | [ 90 ]        |
| 1988   | Zbigniew Klimowski         | Piotr Fijas                    | Miroslav Polák                 |                     | [ 91 ]        |
| 1989   | Wettkämpfe wurden abgesagt | Wettkämpfe wurden abgesagt     | Wettkämpfe wurden abgesagt     |                     |               |
| 1990   | Jens Weißflog              | Andreas Felder                 | Ole Gunnar Fidjestøl           | 10 Weltcup          | [ 92 ]        |
| 1991   | Jan Kowal                  | Bogdan Zwijacz                 | Jarosław Mądry                 |                     | [ 93 ]        |
| 1991   | Jan Kowal                  | Bogdan Zwijacz                 | Jarosław Mądry                 |                     | [ 94 ]        |

### Weitere Sieger im Ski Nordisch
Bis 1951 waren die jeweiligen Disziplinen Teil der Gesamtwertung, sodass beispielsweise erst 1953 der 15-km-Langlauf der Männer als offener Wettkampf ins Programm aufgenommen wurde. Darüber hinaus wurden regelmäßig Staffelrennen abgehalten. Die folgende Liste gibt einen Überblick über die Sieger in der Nordischen Kombination sowie im Skilanglauf. Bei der Recherche konnten bisher nicht alle Siegerinnen ermittelt werden.
| Jahr | Nordische Kombination     | Skilanglauf Männer               | Skilanglauf Frauen               | Bemerkung            | Beleg           |
| ---- | ------------------------- | -------------------------------- | -------------------------------- | -------------------- | --------------- |
| 1946 | –                         | Tadeusz Karpiel – 18 km          | –                                | Nur National         | [ 11 ]          |
| 1947 | –                         | Stefan Dziedzic – 14 km          | –                                |                      | [ 8 ]           |
| 1948 | –                         | Stefan Dziedzic – 16 km          | –                                |                      | [ 9 ]           |
| 1949 | Józef Daniel Krzeptowski  | Tadeusz Kwapień – 14 km          | –                                |                      | [ 95 ]          |
| 1950 | Józef Daniel Krzeptowski  | Tadeusz Kwapień – 14 km          | –                                |                      | [ 106 ]         |
| 1951 | ?                         | Józef Daniel Krzeptowski – 15 km | –                                |                      | [ 107 ]         |
| 1952 | Aleksander Kowalski       | Władysław Dąbrowski – 18 km      | Maria Bukowska – 10 km           |                      | [ 108 ] [ 109 ] |
| 1953 | Józef Daniel Krzeptowski  | Jaroslav Cardal – 17 km          | ? – 10 km                        | Nun international    | [ 110 ]         |
| 1954 | Jan Raszka                | Vlastimil Melich – 15 km         | ? – 10 km                        |                      | [ 111 ]         |
| 1955 | Józef Daniel Krzeptowski  | Arto Tiainen – 15 km             | Polkinen – 10 km                 |                      | [ 112 ]         |
| 1955 | Józef Daniel Krzeptowski  | Paavo Lonkila – 30 km            | Polkinen – 10 km                 |                      | [ 113 ]         |
| 1956 | Franciszek Gąsienica Groń | Tadeusz Kwapień – 15 km          | Zofia Krzeptowska – 10 km        | 1                    | [ 114 ] [ 115 ] |
| 1956 | Franciszek Gąsienica Groń | Matti Hirvonen – 30 km           | Zofia Krzeptowska – 10 km        | 1                    | [ 116 ]         |
| 1957 | Aleksander Kowalski       | Tadeusz Kwapień – 15 km          | Maria Bukowska – 10 km           | 2                    | [ 117 ]         |
| 1957 | Aleksander Kowalski       | Josef Prokeš – 30 km             | Maria Bukowska – 10 km           | 2                    | [ 118 ]         |
| 1958 | Jerzy Kuroczko            | Jean Mermet – 15 km              | Józefa Pęksa – 10 km             | 3                    | [ 119 ] [ 120 ] |
| 1958 | Jerzy Kuroczko            | Tadeusz Kwapień – 30 km          | Józefa Pęksa – 10 km             | 3                    | [ 119 ]         |
| 1959 | Bengt Eriksson            | Józef Rysula – 15 km             | Stefania Biegun – 10 km          |                      | [ 121 ] [ 122 ] |
| 1959 | Bengt Eriksson            | Andrzej Mateja – 30 km           | Stefania Biegun – 10 km          | [ 121 ]              |                 |
| 1960 | Vlastimil Melich          | Józef Rysula – 15 km             | ? – 10 km                        |                      | [ 123 ]         |
| 1960 | Vlastimil Melich          | Stanisław Szczepaniak – 30 km    | ? – 10 km                        |                      |                 |
| 1961 | Dmitri Kotschkin          | Gennadi Waganow – 15 km          | ? – 10 km                        | 4 Winter-Sparkadiade | [ 124 ]         |
| 1961 | Dmitri Kotschkin          | Gennadi Waganow – 30 km          | ? – 10 km                        | 4 Winter-Sparkadiade | [ 125 ]         |
| 1961 | Dmitri Kotschkin          | Wladimir Marinitschew – 50 km    | ? – 10 km                        | 4 Winter-Sparkadiade | [ 126 ]         |
| 1962 | Józef Karpiel             | Józef Rysula – 15 km             | Stefania Biegun – 10 km          |                      | [ 127 ] [ 128 ] |
| 1962 | Józef Karpiel             | Józef Rysula – 30 km             | Stefania Biegun – 10 km          |                      |                 |
| 1963 | ?                         | Jan Figura – 15 km               | ? – 10 km                        |                      | [ 129 ]         |
| 1963 | ?                         | Henryk Marek – 30 km             | ? – 10 km                        |                      |                 |
| 1964 | Jerzy Kuroczko            | Józef Rysula – 15 km             | Eva Paulusová – 10 km            | 5                    | [ 130 ]         |
| 1965 | Korneliusz Legierski      | Józef Karpiel – 15 km            | Weronika Budny – 5 km            |                      | [ 131 ]         |
| 1966 | Józef Gąsienica Daniel    | Józef Rysula – 15 km             | Józefa Czerniawska-Pęksa – 10 km |                      | [ 132 ] [ 133 ] |
| 1967 | Józef Gąsienica Daniel    | Johnson – 15 km                  | Walentina Chalitowa – 10 km      |                      | [ 134 ] [ 135 ] |
| 1968 | Józef Gąsienica           | Wjatscheslaw Wedenin – 15 km     | Galina Kulakowa – 10 km          | 6                    | [ 136 ] [ 137 ] |
| 1969 | Józef Gąsienica Daniel    | Gerhard Grimmer – 15 km          | Weronika Budny – 10 km           |                      | [ 138 ] [ 139 ] |
| 1970 | Karl-Heinz Luck           | Rune Mattsson – 15 km            | Stefania Biegun – 10 km          |                      | [ 140 ]         |
| 1971 | Kazimierz Długopolski     | Jan Staszel – 15 km              | Anna Duraj – 10 km               | 7                    | [ 141 ]         |
| 1972 | abgesagt                  | Jan Staszel – 10 km              | Weronika Budny – 5 km            |                      | [ 142 ]         |
| 1972 | abgesagt                  | Jan Staszel – 15 km              | Józefa Chromik – 10 km           | [ 143 ]              |                 |
| 1973 | Kazimierz Długopolski     | Gert-Dietmar Klause – 15 km      | Liisa Suihkonen – 10 km          |                      | [ 99 ]          |
| 1974 | Stanisław Kawulok         | Jan Staszel – 15 km              | Veronika Schmidt – 10 km         |                      | [ 100 ] [ 144 ] |
| 1975 | Kazimierz Długopolski     | Markku Koskela – 15 km           | Petra Hinze – 10 km              | 8                    | [ 145 ] [ 146 ] |
| 1976 | Bernd Zimmermann          | František Šimon – 15 km          | Barbara Petzold – 10 km          | 9                    | [ 147 ] [ 148 ] |
| 1977 | Konrad Winkler            | Józef Łuszczek – 15 km           | Veronika Schmidt – 10 km         | 10                   | [ 149 ] [ 150 ] |
| 1978 | Kazimierz Długopolski     | Józef Łuszczek – 15 km           | Veronika Schmidt – 10 km         | 11                   | [ 151 ]         |
| 1979 | Karl Lustenberger         | Giulio Capitanio – 15 km         | ? – 10 km                        | 12                   | [ 152 ]         |
| 1980 | Stanisław Kawulok         | Alf-Gerd Deckert – 15 km         | Jana Gaudelová – 5 km            |                      | [ 153 ] [ 154 ] |
| 1980 | Stanisław Kawulok         | Alf-Gerd Deckert – 15 km         | Jana Gaudelová – 10 km           | [ 155 ]              |                 |
| 1981 | Karl Lustenberger         | Józef Łuszczek – 15 km           | Marija Tomaschewitsch – 5 km     |                      | [ 156 ]         |
| 1981 | Karl Lustenberger         | Józef Łuszczek – 30 km           | Marija Tomaschewitsch – 10 km    | [ 157 ]              |                 |
| 1982 | Józef Pawlusiak           | Józef Łuszczek – 15 km           | Jadwiga Gusig – 5 km             |                      | [ 158 ]         |
| 1982 | Józef Pawlusiak           | Józef Łuszczek – 30 km           | ? – 10 km                        | [ 159 ]              |                 |
| 1983 | Ján Klimko                | Jan Kohut – 15 km                | Anna Pasiarová – 5 km            |                      | [ 160 ]         |
| 1983 | Ján Klimko                | Milan Blazko – 30 km             | Anna Pasiarová – 10 km           | [ 160 ]              |                 |
| 1984 | Stanisław Kawulok         | Stanisław Budny – 15 km          | ? – 10 km                        |                      | [ 161 ]         |
| 1985 | Lothar Hopf               | Václav Korunka – 15 km           | Manuela Drescher – 10 km         |                      | [ 162 ]         |
| 1986 | Stanisław Ustupski        | Stefan Lichoń – 15 km            | ? – 10 km                        |                      | [ 163 ]         |
| 1986 | Stanisław Ustupski        | Stefan Lichoń – 30 km            | ? – 10 km                        |                      |                 |
| 1987 | Tadeusz Bafia             | Sergei Imbatschow – 15 km        | ? – 10 km                        |                      | [ 162 ]         |
| 1987 | Tadeusz Bafia             | Sergei Imbatschow – 30 km        | ? – 10 km                        | [ 164 ]              |                 |
| 1988 | Stanisław Ustupski        | Józef Łuszczek – 15 km           | ? – 10 km                        |                      | [ 165 ]         |
| 1988 | Stanisław Ustupski        | Józef Łuszczek – 30 km           | ? – 10 km                        |                      |                 |

### Weitere Sieger im Ski Alpin
Sieger in der Alpinen Kombination waren unter anderem Egon Zimmermann (1954), Jan Gąsienica-Ciaptak (1955, 1958), Karl Schranz (1957), Eberhard Riedel (1959), Stefan Sodat (1967) und Max Rieger (1970).